# Бјарне Рис
Бјарне Рис (дан. Bjarne Riis, IPA: ; 3. април 1964) бивши је дански професионални бициклиста у периоду од 1986. до 1999. године. Највећи успех остварио је 1996. године када је освојио Тур де Франс. Године 2007. је признао да је користио допинг; победа на Туру му је тада одузета, али 2008. враћена.

## Каријера
Бјарне Рис је почео да се бави бициклизмом 1984. године, у локалном клубу Хернинг, након што није изабран да представља Данску на Олимпијским играма 1984. године, Рис је напустио домовину и започео своју професионалну каријеру у Луксембургу 1986. године. Најбољи резултат било му је пето место на Гран Прију Валоне исте године. Након три године у којима није успео да забележи победу, а најбољи резултати су му били друго место на националном првенству и пето место на трци у Валенсији, Рис је остао без уговора 1988. године, након чега је возио Еуроп Комјунити тур, где је био контактиран од стране тима System U, чији је возач Лоран Фињон био лидер трке, али му је била потребна помоћ да је освоји. Рис је прихватио позив и помогао је Фињону да освоји трку и зарадио је уговор са тимом и наредедних година био је главни помоћник за Фињона. 1989. остварио је победу на деветој етапи на Ђиро д’Италији, а након тога етапу је освојио и на Тур де Франсу. 1990. Ђиро је завршио на 100 месту у генералном пласману, а Тур де Франс није завршио, прве победе у сезони остварио је на Комунитат Еуроп туру, где је освојио две етапе.
Након две сезоне без победе, 1993. је почео тријумфом на Критеријуму Хадсен, а затим је освојио по етапу на Ђиро д’Италији и Тур де Франсу. Тур је завршио на петом месту у генералном пласману, што је био невероватан резултат за њега, а уједно и најбољи резултат Данских бициклиста на Туру. Наредне године освојио је по други пут Критеријум Хадсен, док је на Туру био добар, освојио је етапу, возећи соло задњих 30 километара, док су га јурили спринтерски тимови, Тур је завршио на 14 месту, а на крају сезоне је завршио седми на класику Ђиро ди Ломбардија. 1995. освојио је национално првенство и Тур Данске, док је на Тур де Франсу освојио треће место, уз једну етапну победу, што је био први подијум за Данску.
Године 1996. прешао је у тим Телеком, освојио је гран при Хернинга и куп Сабатини. Пре Тур де Франса освојио је национално првенство у обе конкуренције. Након подијума претходне године, Рис је био уверен да може да освоји Тур и тражио је од сувозача да му помогну. На прологу је освојио шесто место, а затим је победио на деветој етапи, на Сестријереу. Славио је и на етапи 16 и освојио је Тур са 1.41 испред свог младог сувозача Јана Улриха, прекинувши низ Мигела Индураина од пет узастопних победа. Освајање Тура, било је од велике важности за тим Телеком, који је од тима који се борио да добије вајлд кард за Тур постао један од најбољих тимова у каравану. Његова победа је такође допринела повећању интересовања за бициклизам у Данској и Немачкој. У финишу сезоне освојио је трке шест дана Хернинга и Критеријум Хадсен, а на светском првенству завршио је на десетом месту.
Године 1997. освојио је друго место на трци шест дана Минхена, а затим је освојио Амстелову златну трку. Рис је био фаворит за освајање Тура, али је завршио на седмом месту. Тур је ипак остао у тиму Телеком, јер га је освојио Јан Улрих. До краја сезоне, Рис је тријумфовао на Критеријуму Хадсен и на етапи у Албису. На трци шест дана Хернинга завршио је други.
Године 1998. освојио је гран при Хернинга, етапу у Ејбару и национално првенство у екипном хронометру, што су му биле задње победе у каријери. Тур де Франс завршио је на 11 месту. 1999. на старту Тура Швајцарске, пао је и доживио озбиљну повреду, од које се није опоравио и 2000. је завршио каријеру.

## Допинг
Током Тура 1998. Рис је добио надимак господин 60%, алудирајући на то да користи допинг. Рис никада није био позитиван на допинг тесту, јер у то време није било теста на ЕПО. 
21. маја 2007. Рисов бивши сувозач Берт Дец признао је да се допинговао током времена проведеног у Телекому, након њега, још пет возача је признало коришћење допинга, међу којима је Ерик Цабел. 25. маја 2007. и Рис је признао да је користио допинг у периоду од 1993. до 1998. Победа на Туру му је одузета али му је враћена 2008. године
2010. објавио је књигу о својој каријери, у којој је назначио да се допинг у то време није сматрао варањем већ нормалном припремом.

## Каријера спортског директора
Након завршетка каријере, Рис је покренуо тим Џек и Џонс, први дански тим који је учествовао на Тур де Франсу. Тим је мењао спонзоре па је био ЦСЦ, а од 2008. Саксо—Банк. Рисов тим је био умешан у допинг, па је тако суспендован Иван Басо 2006. године.
Као спортски директор имао је доста успеха. Освојио је Ђиро са Басом 2006, Тур са Састреом 2008. и са Ендијем Шлеком 2010. и Вуелту са Контадором 2012. године.
У децембру 2013. је продао тим Олегу Тинкофу, али је остао на функцији спортског директора до марта 2015. када је отпуштен након сукоба са Тинкофом.